# Coleophora paratanaceti
Coleophora paratanaceti é uma espécie de mariposa do gênero Coleophora pertencente à família Coleophoridae.